# Eremobates nodularis
Espèce
Eremobates nodularis est une espèce de solifuges de la famille des Eremobatidae.

## Distribution
Cette espèce se rencontre aux États-Unis en Californie, en Arizona, au Nouveau-Mexique et au Texas et au Mexique,.

## Description
Les mâles mesurent de 19,0 à 30,0 mm.

## Publication originale
- Muma, 1951 : The Arachnid order Solpugida in the United States. Bulletin of the American Museum of Natural History, no 97, p. 31-141 (texte intégral).